# The Eleventh Hour
The Eleventh Hour er en britisk stumfilm fra 1922 af George Ridgwell.

## Medvirkende
- Madge White som Doris Elliot
- Dennis Wyndham som Jeff Ironside
- Phillip Simmons som Hugh Chesyl
- M. Gray Murray som Elliot
- Beatrice Chester som Mrs. Elliot